# Trigonartrinos
Trigonartrinos (Trigonarthrini) é uma tribo de cerambicídeos da subfamília Lepturinae.

## Gêneros
- Trigonarthron Boppe, 1912
- Varieras Villiers, 1984